# خالد السویسی
خالد السویسی (فرانسوی: Khaled Souissi‎؛ زادهٔ ۲۰ مهٔ ۱۹۸۵) بازیکن فوتبال اهل تونس است.

## باشگاهی
از باشگاه‌هایی که در آن بازی کرده‌است می‌توان به باشگاه فوتبال آفریقایی اشاره کرد. 

## تیم ملی
وی همچنین در تیم ملی فوتبال تونس بازی کرده‌است.